# 歐文癩頸龜
歐文癩頸龜（英語：Irwin's turtle，學名：Elseya irwini）是齒緣癩頸龜屬下的一種龜，只生活在澳大利亞。

## 保護
在昆士蘭州，因為要修建水壩，使得該州的歐文癩頸龜面臨滅絕的危險。最終昆士蘭州政府撤回了修建水壩的計劃。

## 外部連結
- Australian Faunal Directory[永久]
- Picture of the head of the Elseya irwini （页面存档备份，存于）
- Picture of the shell of the Elseya irwini （页面存档备份，存于）